# 에스토니아의 군인 목록

## 나
- 하랄드 누기섹스

## 라
- 요한 레이도네르
- 하랄드 리팔루

## 마
- 얀 마이데
- 파울 마이틀라

## 바
- 헤르베르트 브레데

## 사
- 니콜라이 스테풀로프

## 아
- 알렉산데르 에인셀른
- 카렐 엔팔루

## 카
- 안츠 칼률란드

## 파
- 요한 피트카
- 엔델 푸세프